# Chirophryne
Chirophryne is een monotypisch geslacht van straalvinnige vissen uit de familie van armvinnigen (Oneirodidae).

## Soort
- Chirophryne xenolophus Regan & Trewavas, 1932